# Mappin
Mappin foi uma tradicional loja de departamentos brasileira. Com origem em 1774, na cidade de Sheffield, Inglaterra, foi posteriormente trazida para o Brasil pelos irmãos Walter e Hebert Mappin.
A Mappin teve foco inicialmente na venda de roupas femininas e crianças, artigos de armarinhos e cortinas, voltado para as mulheres da elite paulista. A primeira loja da empresa foi instalada na Rua 15 de Novembro, no mesmo endereço que já funcionava a Mappin & Webb dos mesmos proprietários, dividindo o mesmo espaço do prédio. Em 1919, se mudou para o Edifício Barão de Iguape na Rua São Bento. A companhia teve que rever a sua estratégia e mudar o foco de seus negócios após a quebra da Bolsa de Nova Iorque em 1929. Diante das dificuldades financeiras e má administração, teve falência decretada em 1999.
Em 2019, a marca Mappin passou ao comando da Marabraz, com retorno da operação através do comércio eletrônico, depois de 19 anos da sua falência.

## Histórico

### Antecedentes
A origem do negócio do Mappin remete-se ao fato dos irmãos Mappin já possuírem negócios no Brasil, apesar de nunca terem visitado a América do Sul. No Brasil, a Mappin & Webb, uma empresa fabricante de pratarias foi trazida em 1912 pelos irmãos Walter e Hebert Mappin que abriram primeiramente uma filial na Rua do Ouvidor no Rio de Janeiro, e em seguida, abriram uma filial em São Paulo. 
Os Irmãos Mappin em 1913, tiveram a iniciativa de criar uma loja de departamento colocando o inglês John Kitching como diretor e investiram cerca de £1.000.000 e montaram uma nova loja totalmente independente de Mappin & Webb, surgindo assim uma loja-irmã, a Mappin Stores, com história e administração independente, com sede administrativa em Londres.

### História

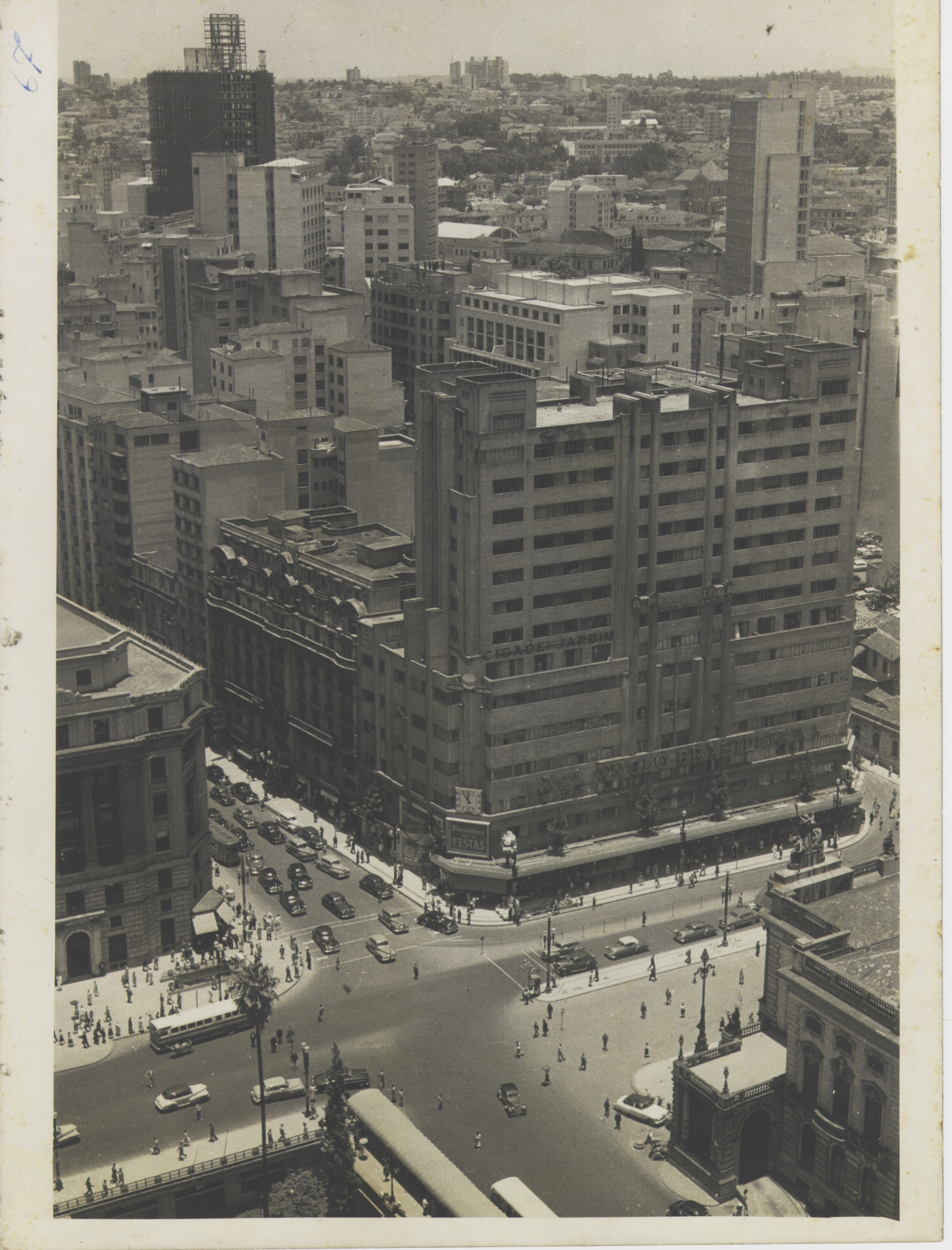
Vista do centro de São Paulo, com destaque para o prédio do Mappin, em fotografia de Werner Haberkorn.

Com objetivo de aumentar seus negócios no Brasil devido ao enorme retorno financeiro que o país emergente proporcionava, no ano de 1913 fundam o Mappin Stores. A primeira loja inaugurada na rua 15 de Novembro, região central de São Paulo em 29 de novembro de 1913, na sua primeira fase trazia o conceito dos grandes magazines franceses do "Palais de La Femme", ou seja, um grande estabelecimento voltado a satisfazer as necessidades de consumo feminino. Inicialmente foram estabelecidos onze departamentos com quarenta funcionários. Em 1914, passou a oferecer moda masculina.
Pioneira com o conceito de Lojas de Departamentos reunindo produtos de diversos tipos em um único local. Em seu interior eram vendidos além de roupas femininas e masculinas, produtos de origem importada da Europa e forneciam serviços como Salão de Cabeleireiro Feminino e um concorrido Salão de Chá, que atraiam um público ainda maior para o espaço que se tornou um dos principais pontos de encontro da Capital.

O interior da loja era muito luxuoso, possuía grandes lustres de cristais, móveis de madeira maciça e tapetes enormes importados da Europa. O ambiente proporcionava muito glamour para a elite paulista que frequentava constantemente as salas individuais com vendedores que traziam todas as mercadorias escolhidas no catálogo da loja, que era uma ideia extremamente inovadora na época. A loja era tão importante que, em 1914, foi palco da primeira exposição de arte de Anita Malfatti.

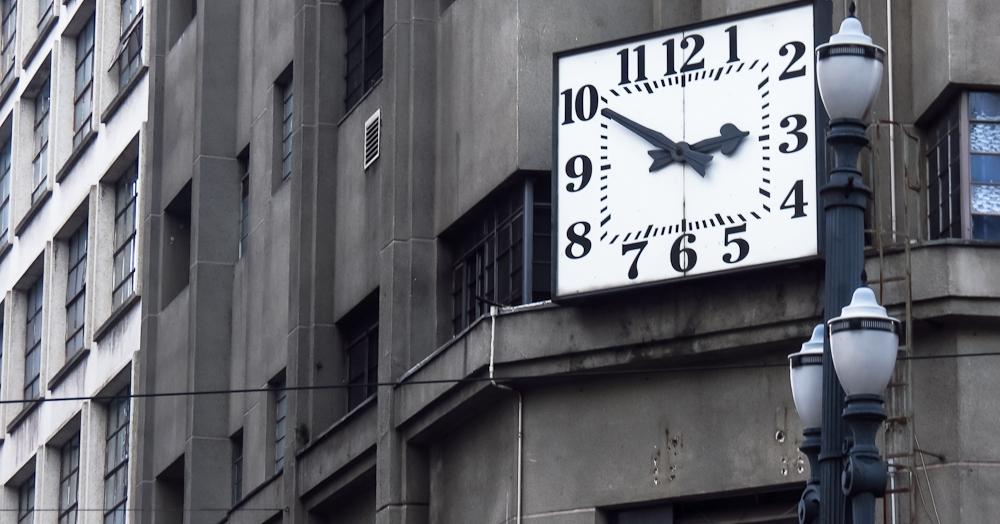
O tradicional relógio no prédio da primeira grande loja localizada na Praça Ramos de Azevedo.

Realizava liquidações semestrais, de inverno e verão, que tornaram-se verdadeiros acontecimentos na cidade e levavam famílias inteiras reunidas para às compras, inclusive, foi o primeiro estabelecimento a utilizar de técnicas de promoções temáticas principalmente na época de Natal em que a loja vendia decorações dos mais diversos tipos. Em 1919, já em seu novo endereço no Prédio Barão de Iguape na Rua São Bento, que em abril de 1922 na frente foi aberta a Praça do Patriarca José Bonifácio, contava com 35 departamentos e cerca de 200 funcionários. O prédio, localizado na Praça do Patriarca, construído pelo Escritório Ramos de Azevedo e recebeu um relógio em sua fachada que, mais tarde, seria transferido para a próxima sede da loja.
No dia 20 de janeiro de 1922, a loja foi parcialmente destruída por um grande incêndio mas conseguiu diminuir o prejuízo ao promover em fevereiro próximo uma liquidação enorme com as mercadorias que restaram chamuscadas após a catástrofe, formando filas enormes em frente à loja. Foi a primeira vez que os mais pobres conseguiram entrar na loja.
Em 1929, com a crise econômica, o café perdeu grande valor afetando diretamente à elite paulistana da época. Na década de 30 as mercadorias ficaram paradas nas prateleiras. Foi então que John Kitching resolveu exibir os preços em etiquetas colocadas em todas as peças à venda na loja. A solução seria marcar os preços e, com isso, facilitar a compra para um público mais amplo. O Mappin inovou mais uma vez sendo o pioneiro a introduzir etiquetas de preços nas vitrines, atraindo consumidores de camadas mais populares. Com isso chegaria outra novidade na loja: o crediário. E desta forma o Mappin ganhou fôlego, retomou o crescimento.
A possibilidade de popularização criou uma cisma entre cria e criador. Os Irmãos Mappin não concordavam com a alternativa apresentada pelo sócio John Kilching de fazer concessões e expandir os espectros sociais, atingindo um público mais popular, assim como acontecia com as lojas de departamento mundo afora.
A tradição do nome Mappin & Webb imperava para os Irmãos que davam nome a loja-irmã, e que também estavam acostumados a servir a elite do setor cuteleiro e de presentes finos em seu país de origem, a |Inglaterra. Apesar de terem os Irmãos Mappin e Henry Portlock como proprietários em comum, a Mappin & Webb e a Mappin Stores possuíam administração e gerências diferentes no Brasil, eram lojas com funcionamento independentes.
Desta forma, em 1936, os Irmãos Mappin se retiraram da sociedade, colocando à venda suas ações no mercado londrino. Ao mesmo tempo que encerraram as atividade das Lojas Mappin & Webb no Brasil. Por anos eles reivindicaram na justiça a retirada de seu sobrenome Mappin do nome da loja brasileira, mas não conseguiram.
Em 1938, em Relatório da Diretoria relatando queda de vendas e aumento irreversível das dívidas houve recomendação para cessar os negócios. 

### Mappin – Segunda Fase
Em 1939, o investidor Mr. Alfred Sim compra as cotas dos Irmãos Mappin e passa a ser o principal acionista da Mappin Stores, e por Decreto do Estado Novo de Getúlio Vargas e por pressão de forte propaganda nacionalista a mudança da razão social, que a partir de então passou a ser Casa Anglo-Brasileira em 02 de julho de 1939. Sua intenção principal era alterar a estrutura de vendas do Mappin, dando características mais brasileiras à loja e ampliando definitivamente seu público consumidor.
Uma de sua primeiras providências foi a mudança para um prédio maior para adaptar-se à nova realidade econômica, e poder pensar em sua expansão, A mudança para o endereço ocorreria no mesmo ano de 1939 para seu novo e enorme prédio na Praça Ramos de Azevedo.
Já restabelecida economicamente, em 1939, a marca pôde expandir para o novo prédio na Praça Ramos de Azevedo. O edifício foi reformado pelo valor de 400 contos de réis na época e criava toda uma atmosfera de requinte para a clientela que, além de serem atendidos em salas de estar particulares, era servido com chás e petits-fours. As novas instalações contavam com 5357m² em cinco andares que abrigavam 50 departamentos e mais de 500 funcionários.

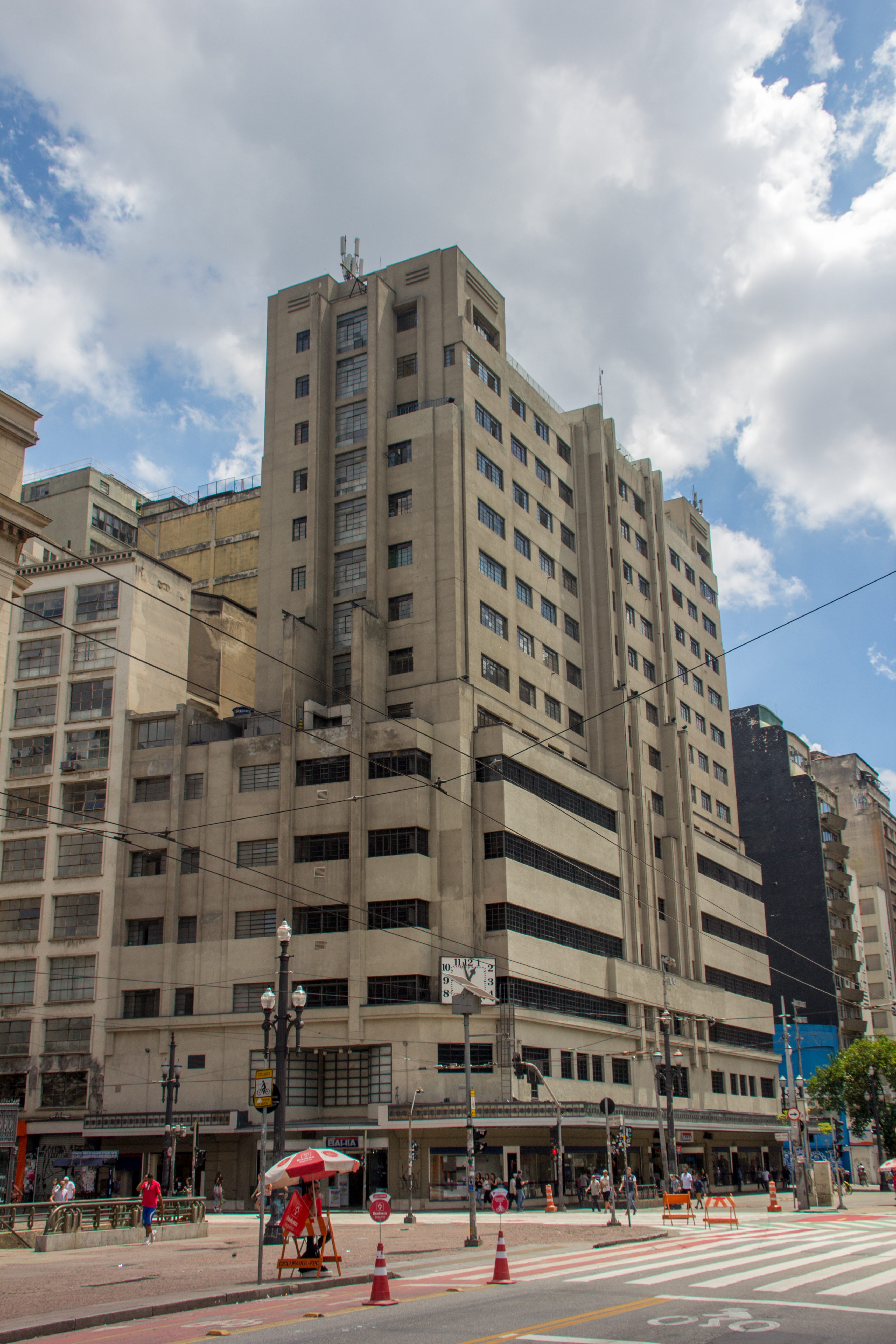
Foto do Edifício João Brícola, o icônico prédio que abrigou a unidade mais conhecida do Mappin, em 2018

O Edifício João Brícola, foi construído pelo arquiteto Elisário Bahiana, mesmo que projetou o Viaduto do Chá e o Jockey Club, e havia sido construído para ser a sede do Banespa mas, por conta da localização considerada distante do centro financeiro da época, houve uma troca e o prédio tornou-se propriedade da Santa Casa. Na época, era possível realizar as compras, também, pelo telégrafo, pelo telefone - bastava discar o número 45, ou pelos correios ao encaminhar os pedidos para uma caixa postal.
Possuía um famoso jingle que fazia parte das principais campanhas publicitárias da época, se tornando viral entre a população brasileira que, até hoje, se recorda da letra e ritmo da música:
Em 1947, foi inaugurado uma nova seção de roupas voltada para a classe média da população, que já era alvo das principais lojas da cidade.
Alguns anos depois, na segunda metade da década de 40, o Mappin começaria a sentir o peso da aceleração da economia brasileira que atraia novos concorrentes. e passou a ter dificuldades. A empresa apresentou grande dificuldade em entender às necessidades desse novo público que, queria ter acesso a produtos de grande qualidade sem precisar pagar muito por isso. Em 1948, abriu seu capital na bolsa de valores. O controle acionário foi vendido em 1950, passando a ser controlada pela família Alves Filho.
O novo administrador, o advogado Alberto José Alves, fazendeiro e Industrial da Fábrica de Tecidos Santa Margarida em Guaranésia e seu filho, o negociador de café, advogado Alberto Alves Filho promoveriam uma série de mudanças na operação da empresa, principalmente sua total popularização, como a substituição dos produtos importados pelos nacionais, novas políticas de crediário e de funcionamento. O empresário Alberto Alves Filho seguiu inovando a frente do Mappin, deixando a empresa cada vez mais popular e conhecida e, em 1972, abriu o capital da empresa.
Alves Filho enxergando a necessidade de adequação à nova realidade econômica de seus consumidores, substituiu os produtos importados por nacionais para que tivessem uma maior rotatividade de seus estoques e menor margem, criou novas políticas de crédito que permitiam o parcelamento do pagamento em até dez vezes e abriu o capital da empresa, além de ter criado famosas propagandas de TV que passavam na extinta Rede Tupi e aumentaram ainda mais a popularidade da loja varejista. Em 1973, a empresa já apresentava um aumento de vendas de cerca de 54,86%.
No final da década de 70, se tornou a primeira empresa da América Latina a implantar o PDV - caixa no ponto de venda, que trouxeram ganhos de produtividade extremamente significativos.
Em 1982, e no ano seguinte, o Mappin foi considerado a empresa do ano e segundo uma pesquisa realizada pelo Instituto Gallup, 97% da população paulistana conhecia a empresa. 
Antonio Alves Filho comandou até seu falecimento em 1982, assume a frente da empresa sua esposa Cosette Alves. Nos os próximos anos, a marca investiu na compra de outras empresas concorrentes do setor como a Sears que, na época, possuía cinco unidades no país.
Em 1995, era a única loja de departamentos completa do Brasil com mais de 85 mil itens distribuídos em seções como Eletrodomésticos, Eletrônicos, Eletro-portáteis, Confecções, Móveis, Esportes, Lazer, Bazar e Cama/Mesa/Banho.
Todos esses investimentos acabaram por trazer um prejuízo, anunciado no ano de 1995, de quase 20 milhões de reais e dar um grande "passo" em direção a venda da empresa que ocorreu no ano seguinte. Em 1996 passou pelo seu momento mais difícil, acusou um aumento do prejuízo no Balanço Financeiro que levaria o fechamento da loja e teria demissão em massa. Diante da situação que se agravara, e num gesto final de tentar salvar o Mappin aceitou a proposta do investidor Ricardo Mansur, conhecido por recuperar empresas, e vendeu a loja para o mesmo. Mansur tinha um plano perfeito e aval do próprio presidente do Bradesco, presente na assinatura do Contrato de Venda. Mas as estratégias para salvar a loja não deram certo. Ricardo Mansur perdeu mais dinheiro do que quando entrou no negócio. Suas empresas entraram em liquidação.
No início de 1999, a real situação do Mappin veio a público: em péssima situação financeira, passou a atrasar o pagamentos de fornecedores. Mansur desviou o dinheiro do caixa do Mappin e fugiu, sendo preso posteriormente.
Em 29 de julho de 1999, o Mappin encerrou suas atividades, após 86 anos de sua fundação, com uma dívida de 1.2 bilhão de reais.

### Falência
Encerrou suas atividades em 1999, durante a administração de Ricardo Mansur. Teve falência decretada junto com as lojas Mesbla, que haviam sido incorporadas ao Mappin em 1996. Ainda em 1999, o Grupo Pão de Açúcar, por meio do Extra Hipermercados, com a bandeira "Extra Mappin", sendo abandonada logo em seguida. Em 2003, a loja foi fechada sob a alegação de possuir baixa rentabilidade, não compensando os custos de manutenção do ponto de venda, e que a loja não atendia mais aos "padrões de qualidade que devem fazer parte de todas as bandeiras do grupo". O edifício pertencia à Santa Casa de São Paulo e foi adquirido pelo Escritório São Carlos Empreendimentos e Participações em julho de 2019 pelo valor de R$ 70 milhões de reais, e atualmente mantém alugada uma loja para as Casas Bahia nos primeiros andares do prédio, que está no local desde 2004.

### Retorno
Em dezembro de 2009, em um leilão judicial, a rede de lojas Marabraz arrematou a marca por 5 milhões de reais. Durante anos, a compra da marca pela Marabraz gerou rumores de uma possível volta do Mappin, como em 2014, que foi anunciado uma possível volta da marca em 2016. Porém, foi só em 2019, próximo aos 20 anos de falência do Mappin, que a marca retornou por meio da criação de um site voltado para compras em varejo. O plano da Marabraz era de, em 2020, abrir lojas físicas da marca na cidade de São Paulo.

## Campanhas
“Mappin

Venha correndo, Mappin 

Chegou a hora, Mappin

É a liquidação!

Mappin

Tem tudo aqui no Mappin

Muitos descontos, Mappin

É a liquidação!

Mappin

Venha correndo, Mappin

Chegou a hora, Mappin

É a liquidação!

Liquidação no Mappin!”

— Jingle Mappin
- Liquida, liquida!:Eletrodomésticos, higiene, autopeças, etc. (1975)[25]
- Economia é só no Mappin (1977/78)
- Compre tudo para a Copa dMundo (1986)
- Compre de novo para a Copa do Mundo (1990)
- TV Mappin (1992)
- Turma da Mônica (1980-1999) (falência)

## Controvérsias
Segundo a coluna de Mônica Bergamo em 3 de junho de 2009, Ricardo Mansur, último proprietário da rede, considerou reabrir o Mappin, inclusive tendo encaminhado pedido ao juiz de seu processo de falência e tenta captar dinheiro com investidores internacionais. Porém, em 2011, Mansur foi condenado a 11 anos e meio de prisão por gestão fraudulenta no Mappin.
O Ministério Público denunciou, em 2016, 15 pessoas envolvidas em crimes na falência da empresa. Os mesmos ocorreram no período entre 2009 e 2012, em que foram desviados quase 1,65 milhões de reais prejudicando os credores da massa falida. Esses crimes envolveram uma funcionária do Poder Judiciário e alguns de seus familiares, que desviavam dinheiro público para uso próprio ao fraudarem informações no sistema do Tribunal de Justiça do Estado de São Paulo e expedirem falsos mandados de levantamento judicial. Em 2014, uma ex-funcionária já havia sido condenada a devolver 3,5 milhões de reais que haviam sido desviados por meio da falsificação de guias para pagar credores.
Em 2017, foi realizada uma das últimas etapas do processo de falência do Mappin, quando o último bem disponível (um edifício em que funcionava uma unidade) foi colocado em leilão. O valor arrecadado serviria para sanar as dívidas trabalhistas e pagar todos os débitos fiscais. Mas, mesmo juntando o valor arrematado no leilão, com uma quantia que já se encontrava em caixa, é uma tarefa árdua conseguir pagar todas as dívidas, ainda faltam cerca de 314 milhões de reais.
No mês de setembro de 2017, um evento realizado no Museu do Ipiranga, levantou questões ligadas a construção de gênero em anúncios antigos da loja Mappin. A palestra, realizada pela pesquisadora Raissa Monteiro dos Santos, defendeu que os anúncios publicitários podem ajudar na construção de um entendimento a respeito da representação da feminilidade e masculinidade da época, como um reflexo dessa sociedade.